# Azerbaiyán en los Juegos Olímpicos de Pekín 2008
Azerbaiyán estuvo representado en los Juegos Olímpicos de Pekín 2008 por un total de 44 deportistas, 30 hombres y 14 mujeres, que compitieron en 10 deportes.
El portador de la bandera en la ceremonia de apertura fue el luchador Fərid Mansurov.

## Medallistas
El equipo olímpico azerbaiyano obtuvo las siguientes medallas:
| Nombre           | Deporte            | Competición |
| ---------------- | ------------------ | ----------- |
| Oro              |                    |             |
| Elnur Məmmədli   | Yudo               | –73 kg M    |
| Plata            |                    |             |
| Rövşən Bayramov  | Lucha grecorromana | 55 kg M     |
| Vitali Rəhimov   | Lucha grecorromana | 60 kg M     |
| Bronce           |                    |             |
| Shahin Imranov   | Boxeo              | 57 kg M     |
| Mariya Stadnik   | Lucha libre        | 48 kg F     |
| Xetaq Qazyumov   | Lucha libre        | 96 kg M     |
| Mövlud Mirəliyev | Yudo               | –100 kg M   |